# Boopsoidea inornata
Boopsoidea inornata és un peix teleosti de la família dels espàrids i de l'ordre dels perciformes.

## Particularitats
Boopsoidea inornata és l'única espècie del gènere Boopsoidea.
Pot arribar als 40 cm de llargària total.
Es troba a les costes de Sud-àfrica.